# Richard Dalgliesh
Pour l’article homonyme, voir Adam Dalgliesh.
Le lieutenant-colonel Richard Dalgliesh, écuyer d'Asfordby, est un homme d'affaires, industriel et ingénieur britannique d'origine écossaise de la seconde moitié du XIXe siècle. 

## Un entrepreneur
En 1874 et 1875, Richard Dalgliesh réalise des prélèvements sur la colline d'Asfordby (paroisse de Melton Mowbray) en compagnie de l'Ingénieur Howard Aston Allport, fils du magnat des chemins de fer Sir James Joseph Allport. En décembre 1875, Richard Dalgliesh, encore un jeune ingénieur, établit la Ferronnerie de Holwell (Holwell Iron Works). Le premier fourneau fut créé six ans plus tard. La Ferronnerie fut en activité jusque dans les années 1950. 
Il fut Deputy Lieutenant du Leicestershire en 1907 ainsi que High Sheriff du Leicestershire (en) la même année. Il est par ailleurs juge de paix.  
Il sera décoré de l'ordre du Bain.  
En 1920, il rachète Wyndham Lodge afin d'y installer un hôpital à destination des blessés de la Grande Guerre. Il sera inauguré le 19 janvier 1922 en présence du prince Henry de Gloucester.  

## Vie privée
Fils de David Dalgliesh, écuyer, marchand de vins, originaire de Carsethorne (Dumfriesshire) et de Susannah Stott, originaire de Coventry, il épouse le 12 mars 1867 Mary Pearson, fille de John Pearson, écuyer, de la ville de Nottingham, dont il a plusieurs enfants, dont trois fils, Reginald Hugh (1868-1913), Arthur Oswald (1872-1930) et Cuthbert Sydney (1878-1967), et une fille Hilda Mary (1877-1930) qui a épousé le 6 janvier 1897 Edward Aston Allport (1874-1944), ingénieur, directeur de la Wharncliffe Woodmoor Colliery et petit-fils de Sir James Joseph Allport.   
Il est le frère de l'artiste britannique Theodore Irving Dalgliesh (1855-1941).    
Il s'installe à Asfordby avec sa famille et y demeure jusqu'à sa mort en 1922. 
Dans l'ouvrage Single-handed: letters from the Front de Michael Hickey, la vie de son neveu Kenneth Dalgliesh (fils de son petit-frère Theodore Dalgliesh), un architecte, y est retracée. Kenneth Dalgliesh sera, en outre, membre du Corps des ingénieurs royaux.   